# Phocidae
Phocidés
Famille
Les Phocidés (Phocidae) sont une famille de la classe des mammifères de l'ordre des Carnivores. Les dix-huit espèces actuelles incluent notamment les vrais phoques et les éléphants de mer. Parmi ces mammifères marins, l'espèce la plus connue est celle du phoque commun, qui a donné son nom à la famille (« phoque » vient du latin phoca et du grec phôkê (φώκη), qui signifient « veau marin »).

## Biologie

### Anatomie
Les Phocidae sont marqués par une diversité de morphologie : le phoque adulte le plus petit (phoque annelé) a une taille de 1,17 m et une masse de 45 kg, le plus imposant (éléphant de mer austral) a une taille de 4,9 m et une masse de 2 400 kg.
Visuellement, le phoque se différencie aisément de sa cousine l'otarie :
- absence de pavillon au niveau de l'oreille, on note juste la présence du conduit auditif ;
- la propulsion est assurée par les nageoires postérieures dans un mouvement similaire à celui de la grenouille, ou par un mouvement de godille ;
- la direction est assurée par les nageoires antérieures ;
- en dehors de l'eau, le corps ne peut se redresser sur ses nageoires pectorales, au contraire des otaries ;
- le dimorphisme sexuel est peu marqué voire absent ;
- les plongées sont plus longues et à des profondeurs plus élevées que les otaries[3] ;
- comme les cétacés, les phoques ont perdu certains pigments rétiniens au cours de l'évolution, ce qui fait que l'eau ne leur apparait pas bleue[4]. Ces deux groupes d'espèces étant assez éloignés, le fait qu'ils soient tous deux touchés plaide à la fois pour une évolution convergente et un avantage adaptatif de ce trait dans l'environnement visuel marin[4].

### Alimentation

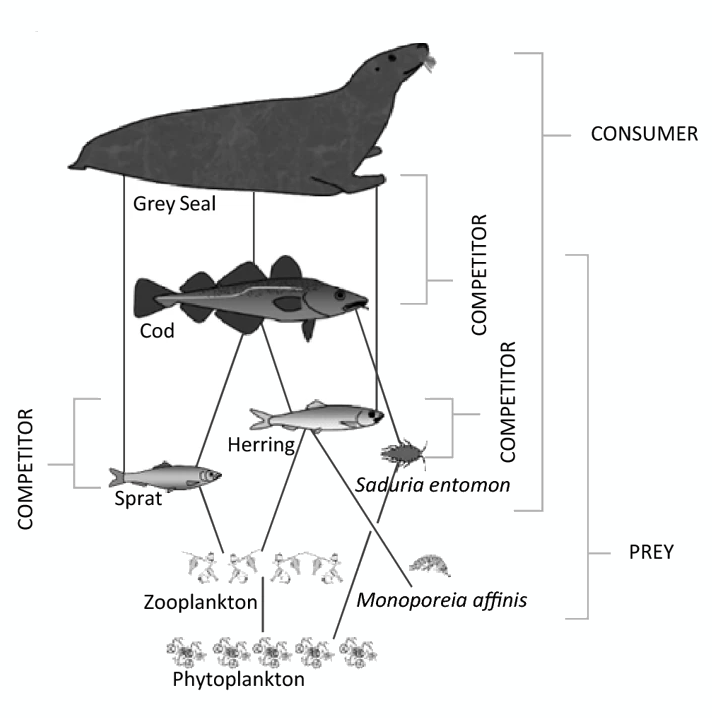
Réseau trophique du veau gris en mer Baltique.

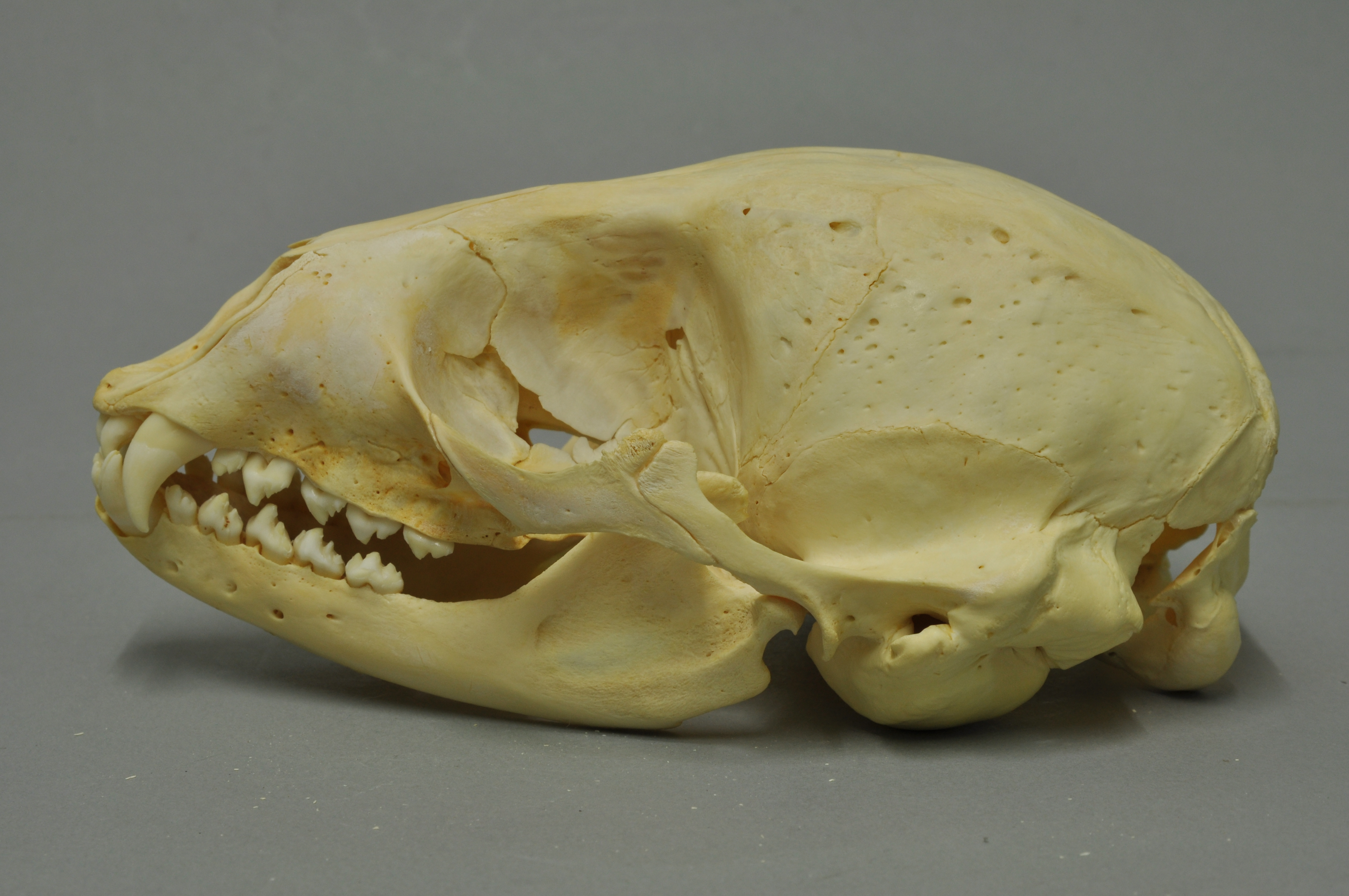
Le crâne du phoque commun montre les canines puissantes.

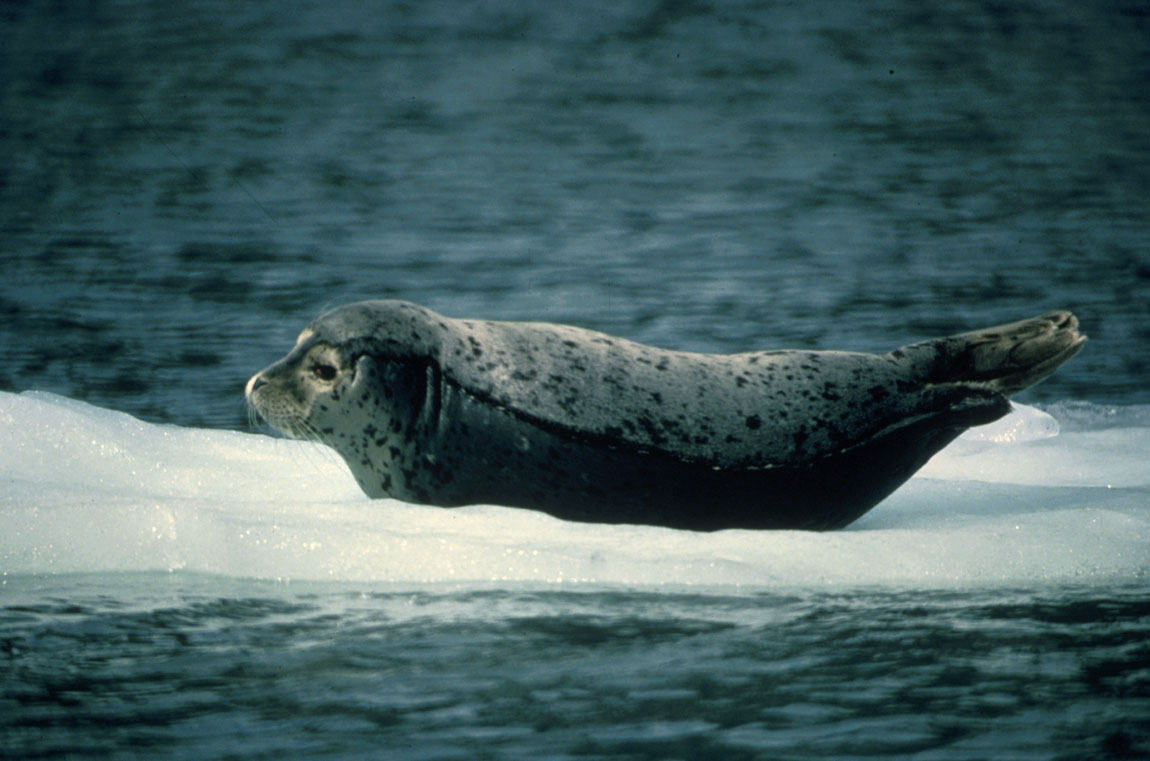
Position en « arc » ou en « banane » du Phoque commun. Sur les sites d’échouerie, quand l'eau monte ou descend, il adopte cette position caractéristique, la tête dressée et les membres postérieurs relevés et serrés ensemble, pour sécher hors de l’eau et, sur la banquise, réduire les contacts thermiques.

Les phoques sont des chasseurs opportunistes, qui adaptent leur régime alimentaire carnivore aux conditions locales. En effet, si les poissons côtiers sont leur principale ressource, une grande variété de mollusques, crustacés, céphalopodes, voire des restes de manchots et d'autres pinnipèdes ont été retrouvés dans leur estomac.
Ils ont moins de dents que les carnivores terrestres mais leurs canines sont particulièrement puissantes. Les post-canines (molaires et prémolaires ne se distinguent pas chez les adultes) ne comportent en règle générale qu'une seule cuspide qui peut être flanquée d'une ou deux minuscules cuspides accessoires. Les incisives ont pour fonction le cisaillement des aliments, les canines le déchirement des aliments, les préparant ainsi à être écrasés par les post-canines (dents cuspidées).
Les jeunes sont nourris par un lait riche en matière grasse (48 % chez le phoque de Weddell, 60 % chez le phoque à capuchon ou le phoque gris) en lien avec la stratégie de reproduction k chez les espèces de phoques qui privilégient les eaux froides ou tempérées (vingt-cinq fois plus conductrices thermiques que l'air, ce qui favorise les pertes de chaleur de ces organismes homéothermes) où la mise bas se fait habituellement dans la zone de balancement des marées et où les petits sevrés subsistent grâce à leur épaisse couche de lard en attendant qu'ils puissent se procurer de la nourriture.

### Locomotion
Les contraintes du milieu aquatique (notamment la viscosité de l'eau) ont sélectionné les individus dotés d'une morphologie hydrodynamique qui minimise au mieux les frottements : corps fusiforme ; disparition des pavillons auditifs et absence de toute protubérance des organes génitaux externes (mamelles, tétins, pénis, testicules) ; membres antérieurs, très courts, transformés en palettes natatoires, appelées improprement nageoires ; pattes postérieures courtes et serrées contre la queue qui joue le rôle de gouvernail. En mer, nageurs plus rapides que les otaries, ils se déplacent en godillant et vont plus au large que leurs congénères.
À terre ou sur la glace, les phoques entrent en contact par toute leur face ventrale avec le substrat. Ils progressent par reptation par bonds, en s'aidant de leurs deux membres antérieurs (alors que les autres pinnipèdes, otaries et morses, se servent de leurs quatre membres). Ils font des pauses dans leur déplacement terrestre entre chaque phase de mouvement.

### Peau et fourrure
Comme chez tous les pinnipèdes, le tégument se compose d'un épiderme et d'un derme, qui forment la peau, et d'un hypoderme, constitué par une épaisse couche de lard dont l'épaisseur varie (selon la taille, l'âge et l'état général de l'animal) de quelques millimètres à quelques centimètres. Ce lard de mammifère marin sert à ces animaux d'isolant et de réserve d'énergie mais joue également un rôle hydrodynamique et de flottaison. La couche cornée est constituée de cornéocytes qui, lubrifiées par les lipides du sébum, constituent une couche imperméable souple ne se renouvelant que lors de la mue annuelle. Les petits naissent avec une fourrure laineuse, le lanugo, inadaptée à l'eau mais qui par sa densité protège les nourrissons de la fraîcheur de l'air ambiant. La première mue accompagne le sevrage et voit la mise en place du pelage de poils de jarre et de bourre. La couleur des pelages qui se suivent ensuite au cours de la vie varie selon l'épaisseur et l'humidité des poils. 

Comparaison du squelette des phoques et des otaries.
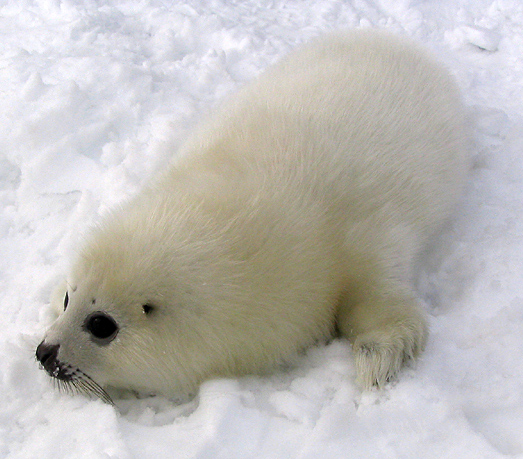
Le pelage blanc du jeune phoque lui vaut l'appellation de blanchon au Canada.
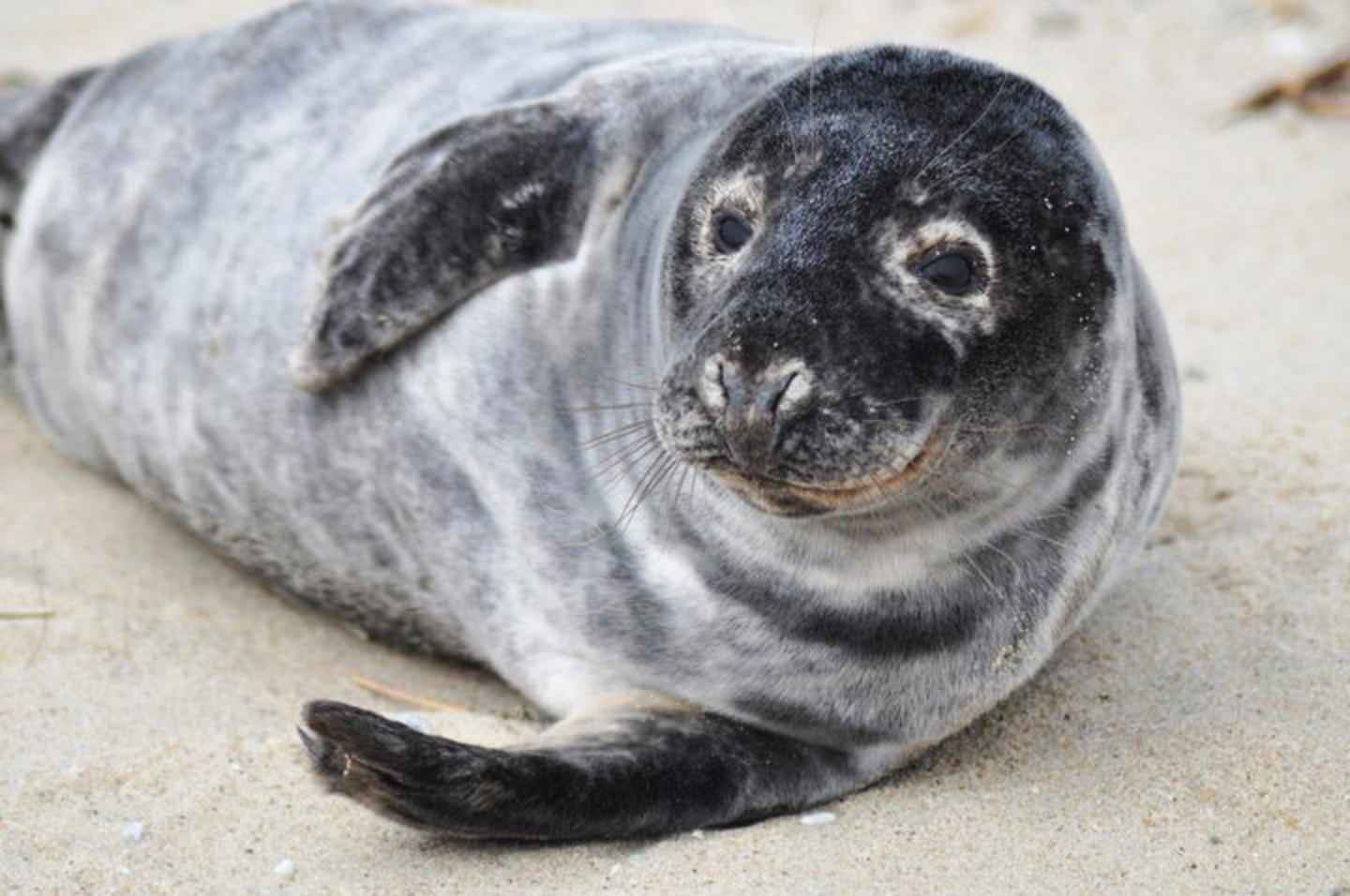
La tête de Halichoerus grypus, dont le museau est muni de longues vibrisses, est portée par un cou réduit.
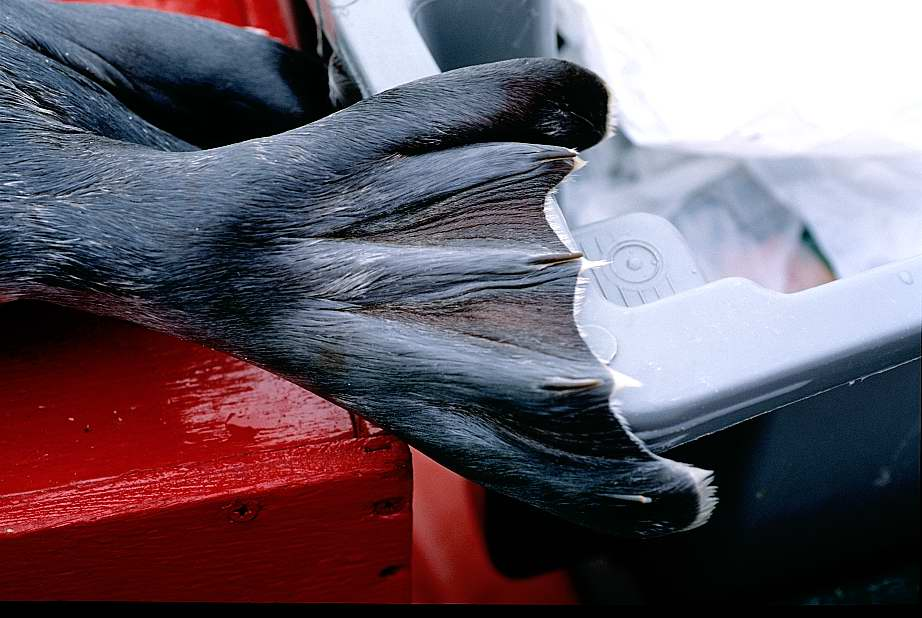
Les doigts, pourvus à leur extrémité de bonnes griffes, sont reliés par une fine membrane qui forme, lorsqu'ils s'écartent, une palmure.
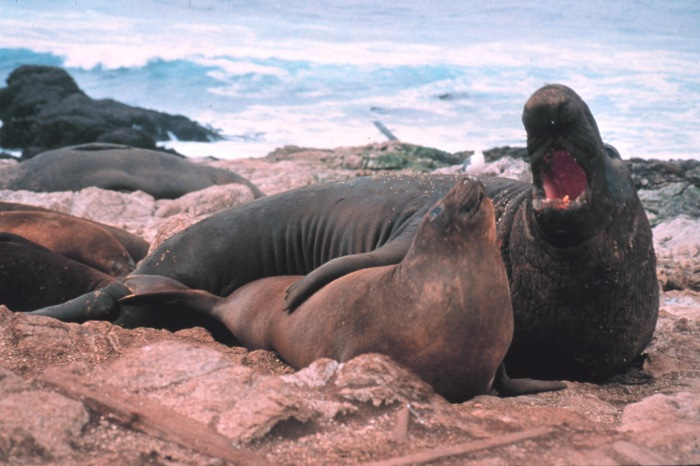
Le dimorphisme sexuel est généralement peu marqué, sauf chez l'éléphant de mer du nord.
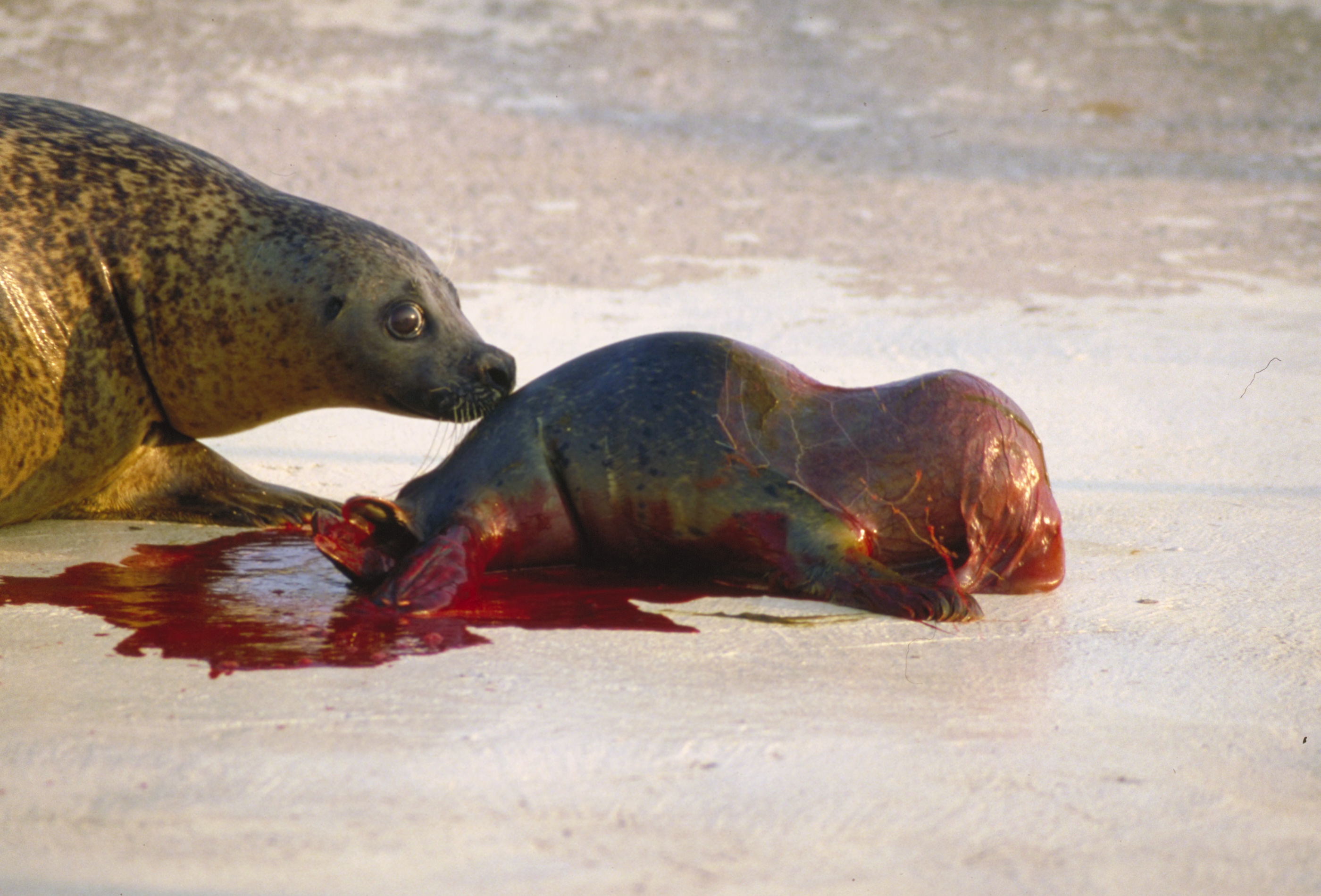
La mise-bas est un événement assez rapide notamment grâce à la forme cylindrique du corps de l'animal.

## Systématique
Les Pinnipèdes représentent 28 % de l'effectif total des mammifères marins avec 18 espèces de phoques, 14 espèces d'otaries et seulement une espèce de morse.
Le premier nom du taxon fut phocacés, il incluait les Otariinae et certains Proboscidea aquatiques.

### Sous-familles et espèces
Les 18 espèces sont réparties en plusieurs genres (dont le nombre diffère selon les auteurs), le plus souvent composés d'une seule espèce :
- Sous-famille Monachinae (ou « phoques du Sud »)
  - Tribu Monachini
    - Monachus Fleming, 1822 – Phoques moines. Deux espèces vivantes, plus une éteinte dans les Caraïbes vers 1950.

  - Tribu Miroungini
    - Mirounga (Linnaeus, 1758) – Macrorhines ou éléphants de mer. Deux espèces.

  - Tribu Lobodontini
    - Ommatophoca Gray, 1844 – Phoque de Ross. Une seule espèce.
    - Lobodon (Hombrot & Jacquinot, 1842) – Phoque crabier. Une seule espèce.
    - Hydrurga (Blainville, 1820) – Léopard de mer. Une seule espèce.
    - Leptonychotes Gill, 1872 – Phoque de Weddell. Une seule espèce.
- Sous-famille Phocinae (ou « phoques du Nord »)
  - Erignathus Gill, 1866 – Phoque barbu. Une seule espèce.
  - Cystophora Nilsson, 1820 – Phoque à capuchon. Une seule espèce.
  - Tribu Phocini
    - Halichoerus Nilsson, 1820 – Phoque gris. Une seule espèce.
    - Pagophilus Gray, 1844 (*) – Phoque du Groenland. Une seule espèce.
    - Histriophoca Gill, 1873 (*) – Phoque rubané. Une seule espèce.
    - Phoca Linnaeus, 1758 – phoques. Deux espèces : le phoque tacheté et le phoque commun ou veau marin (dont une sous-espèce (P. vitulina mellonae) vit en milieu lacustre dans les lacs des Loups Marins au Québec)[16].
    - Pusa Scopoli, 1771 (*) – Trois espèces, dont le Phoque de Sibérie, un phoque d’eau douce, qui vit dans le lac Baïkal.
    - Frisiphoca Dewaele, Lambert, and Louwye, 2018 – genre disparu.

(*) : ces trois genres sont intégrés au genre Phoca dans certaines classifications (selon les auteurs)

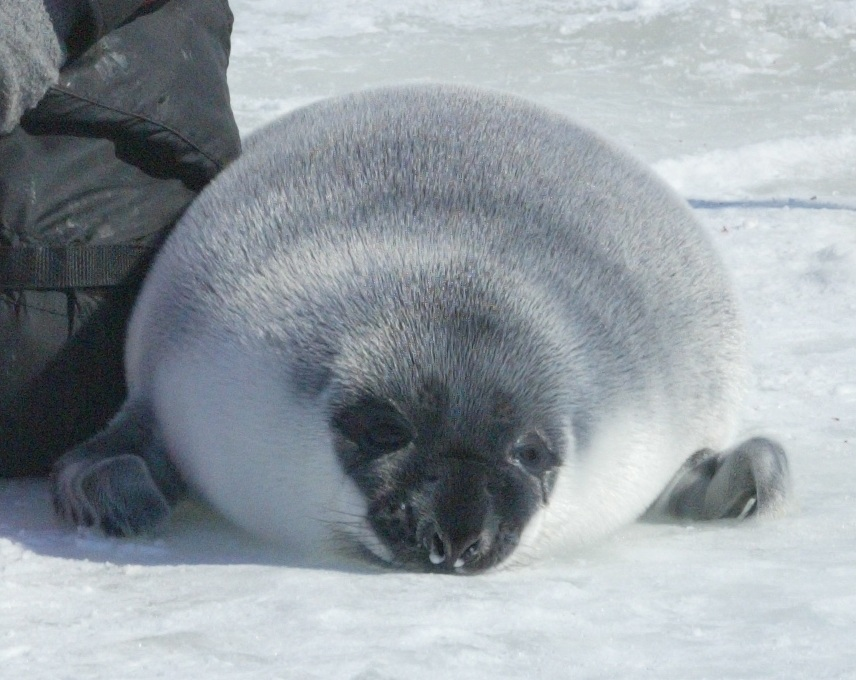
Cystophora cristata.
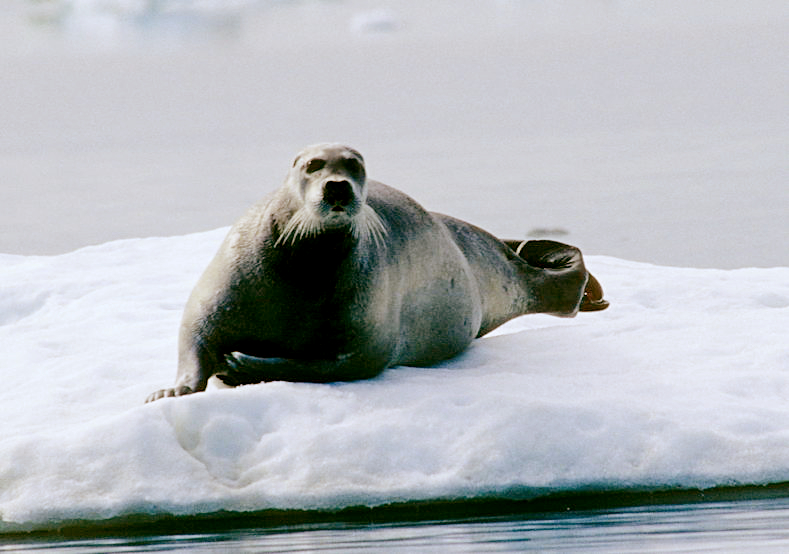
Erignathus barbatus.
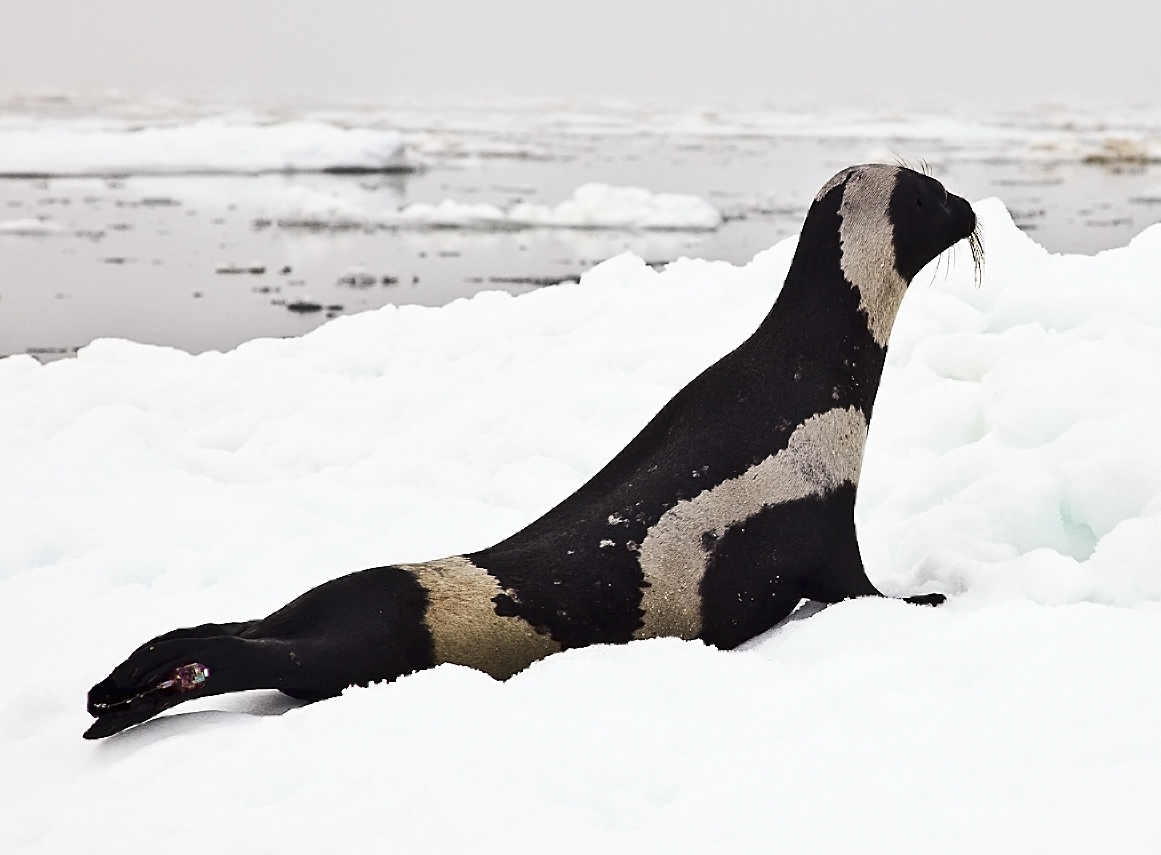
Histriophoca fasciata.
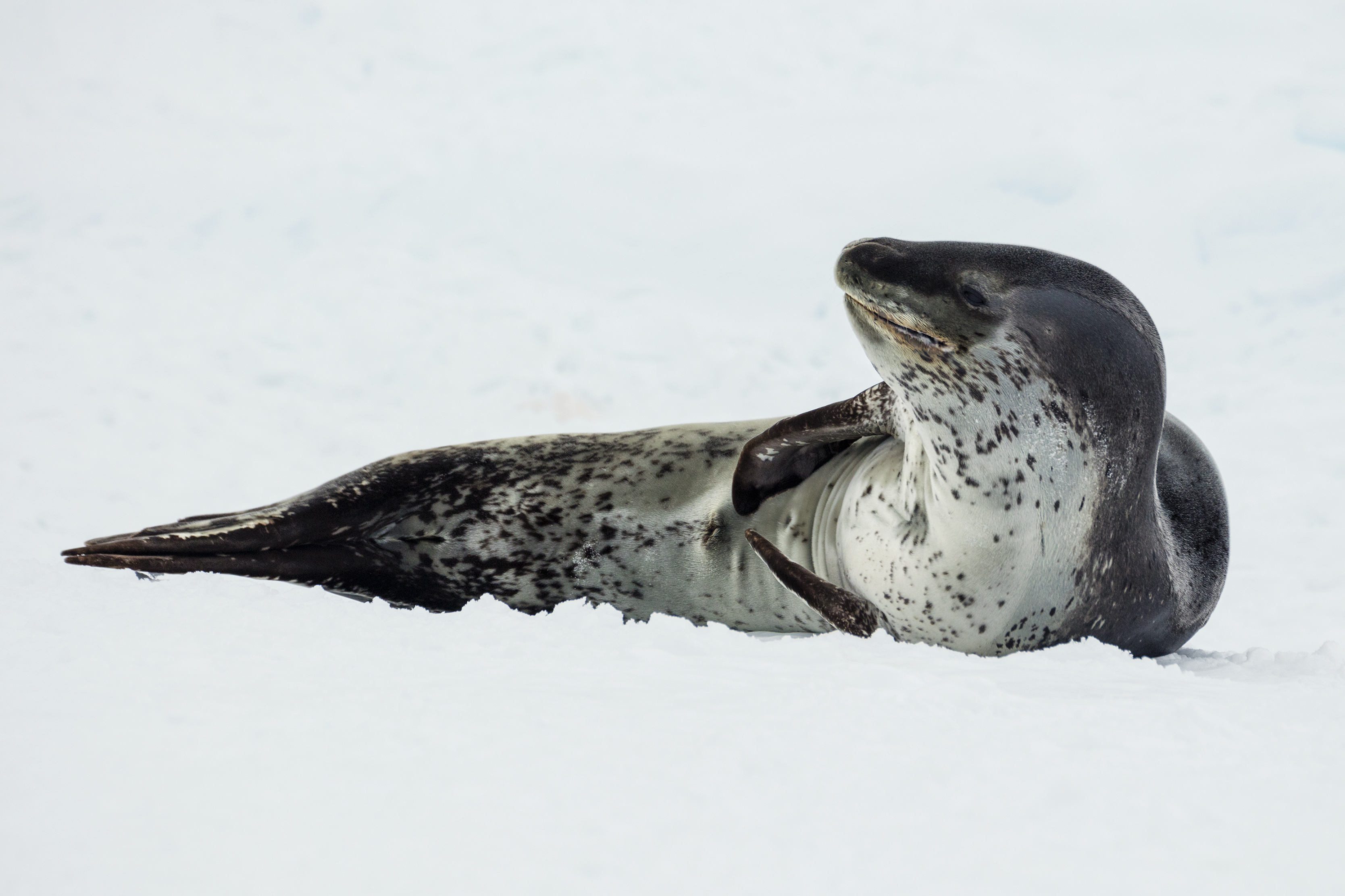
Hydrurga leptonyx.
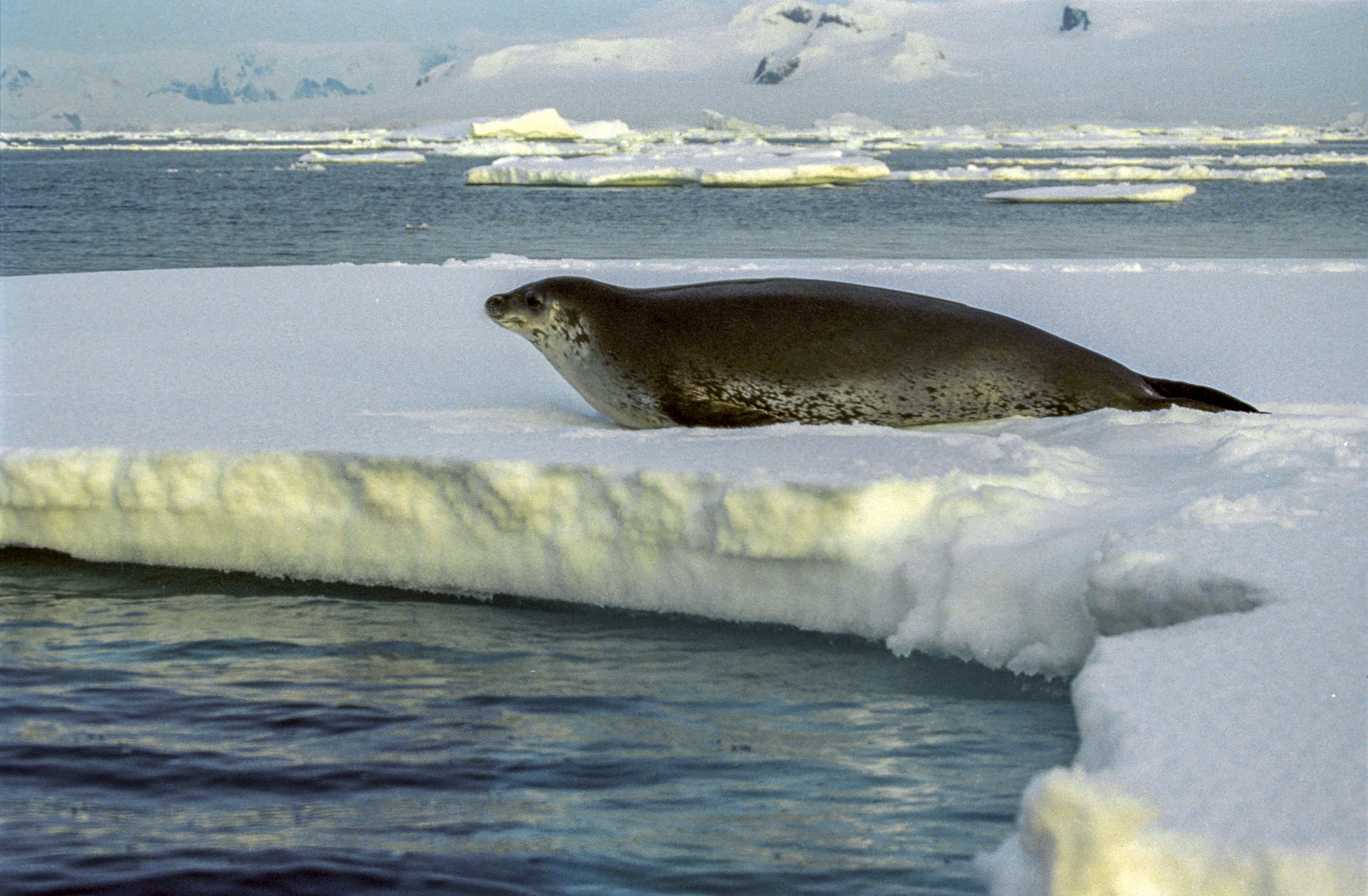
Leptonychotes weddellii.
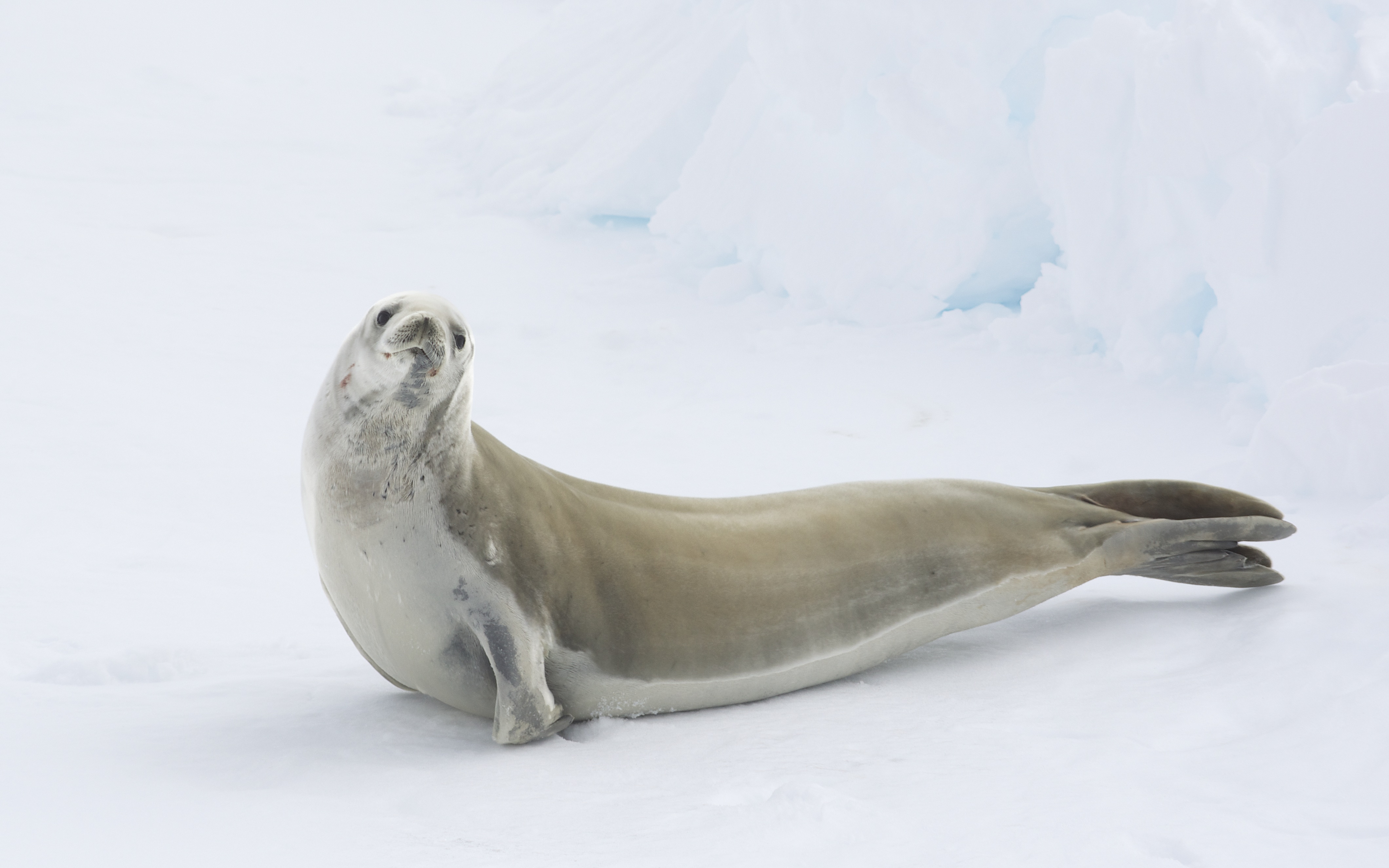
Lobodon carcinophagus.
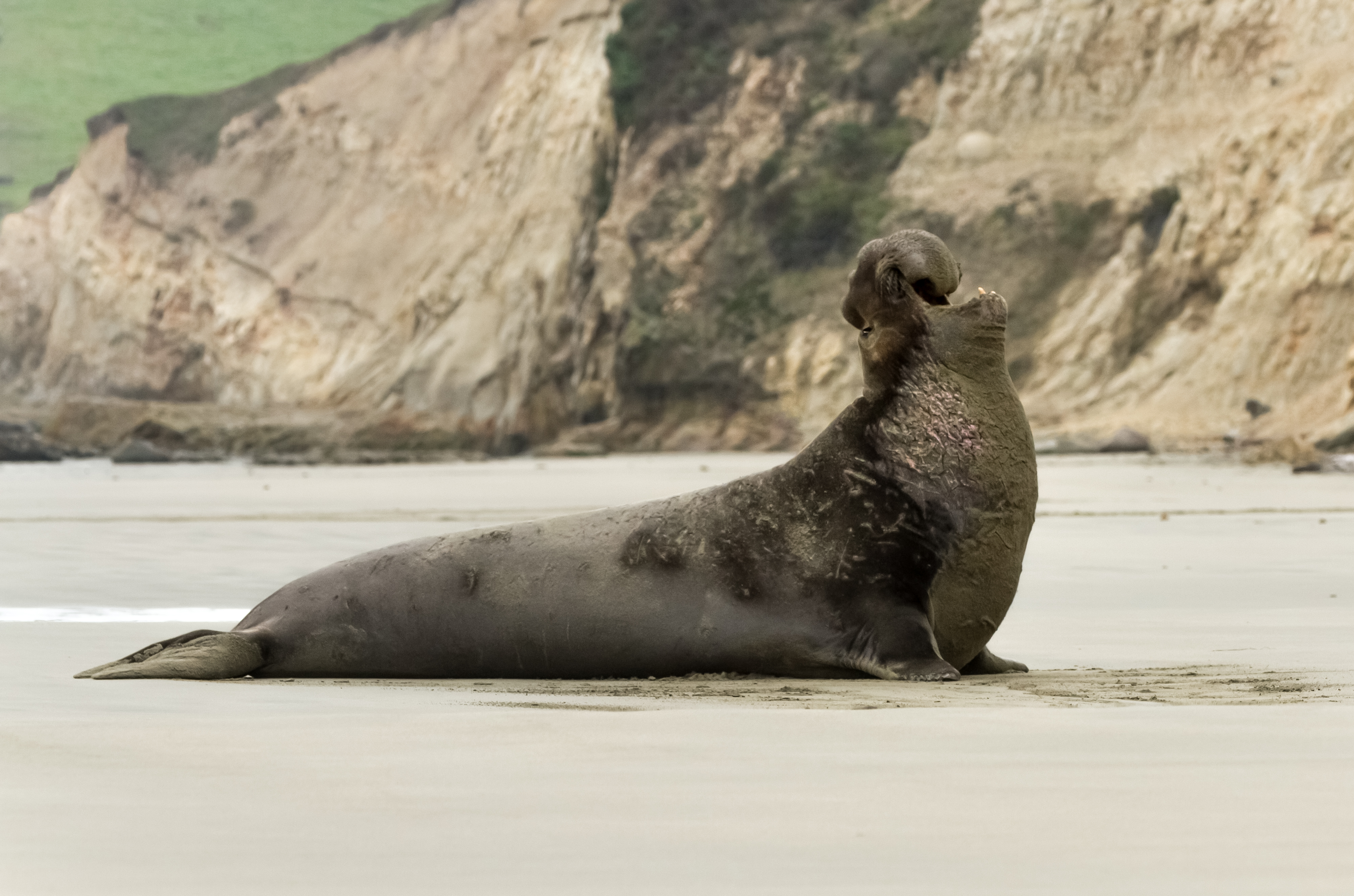
Mirounga angustirostris.
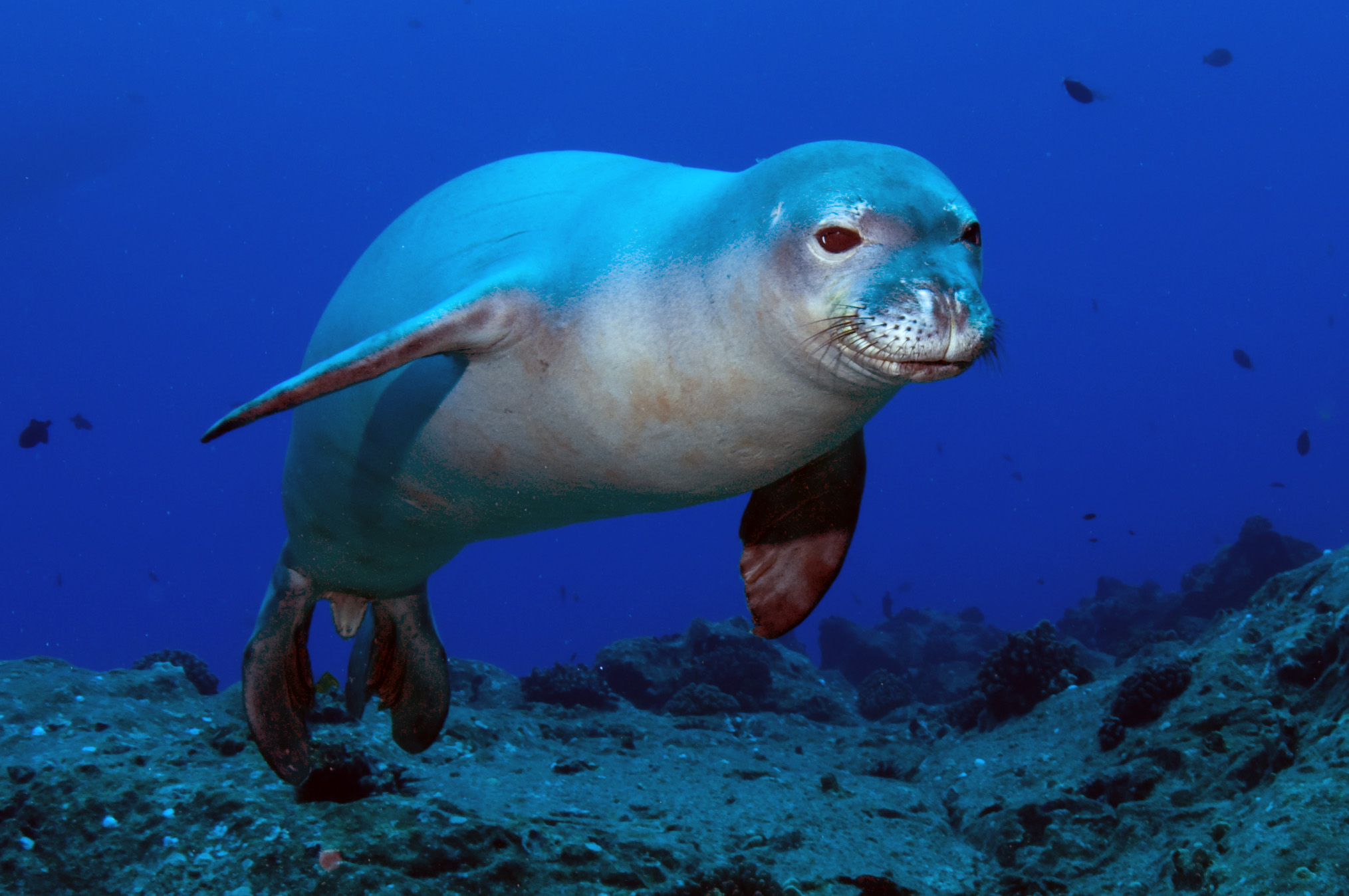
Monachus schauinslandi.
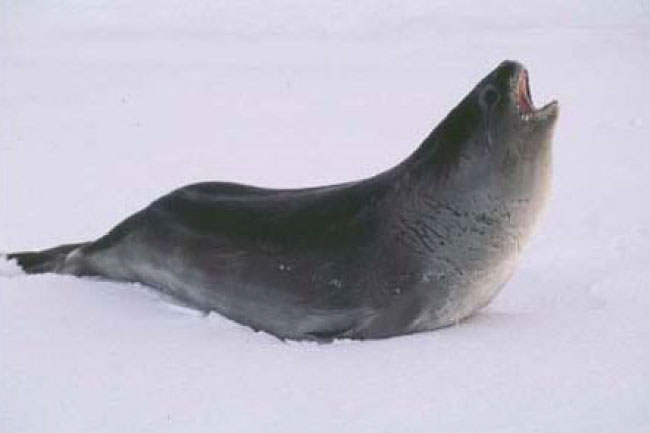
Ommatophoca rossii.
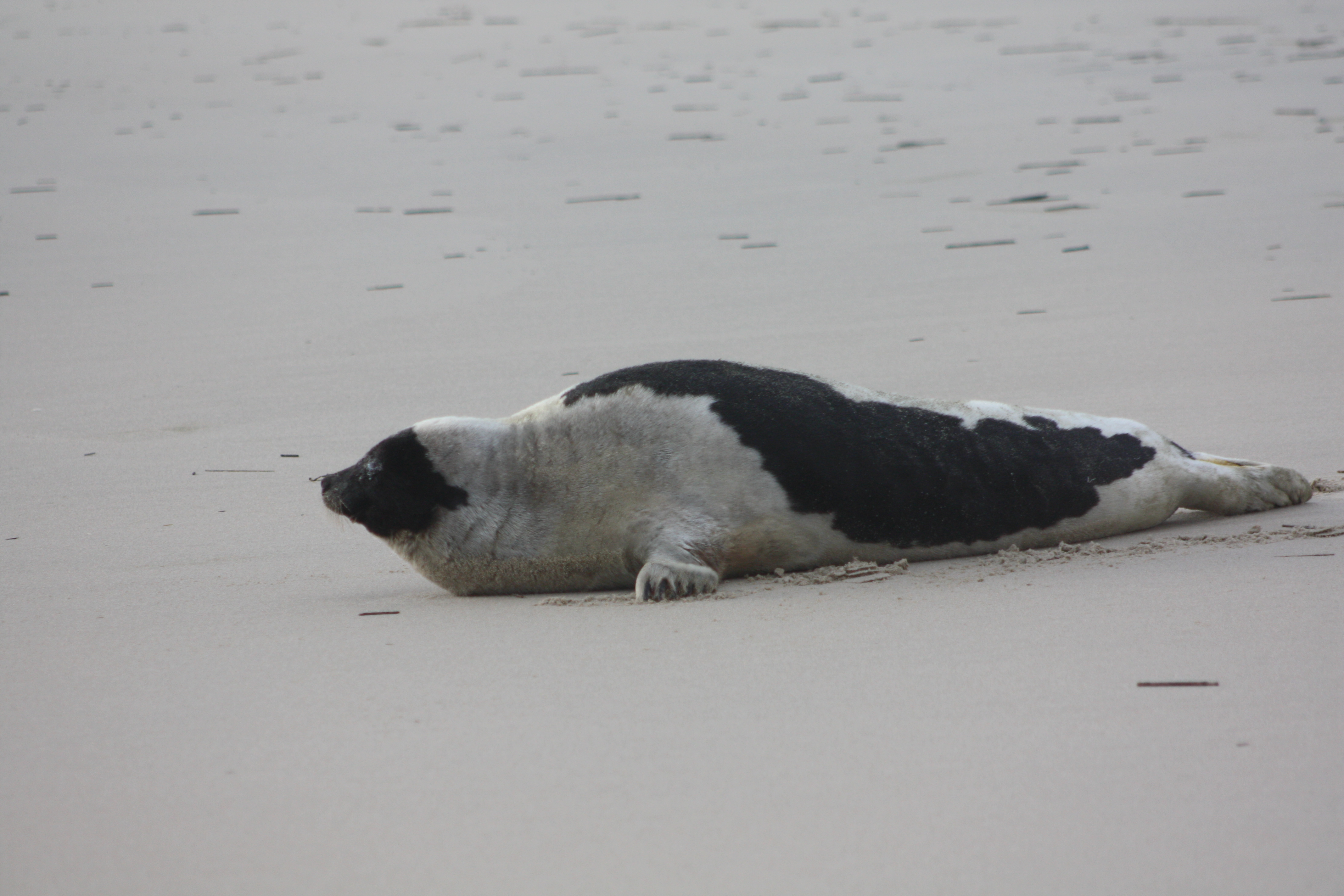
Pagophilus groenlandicus.
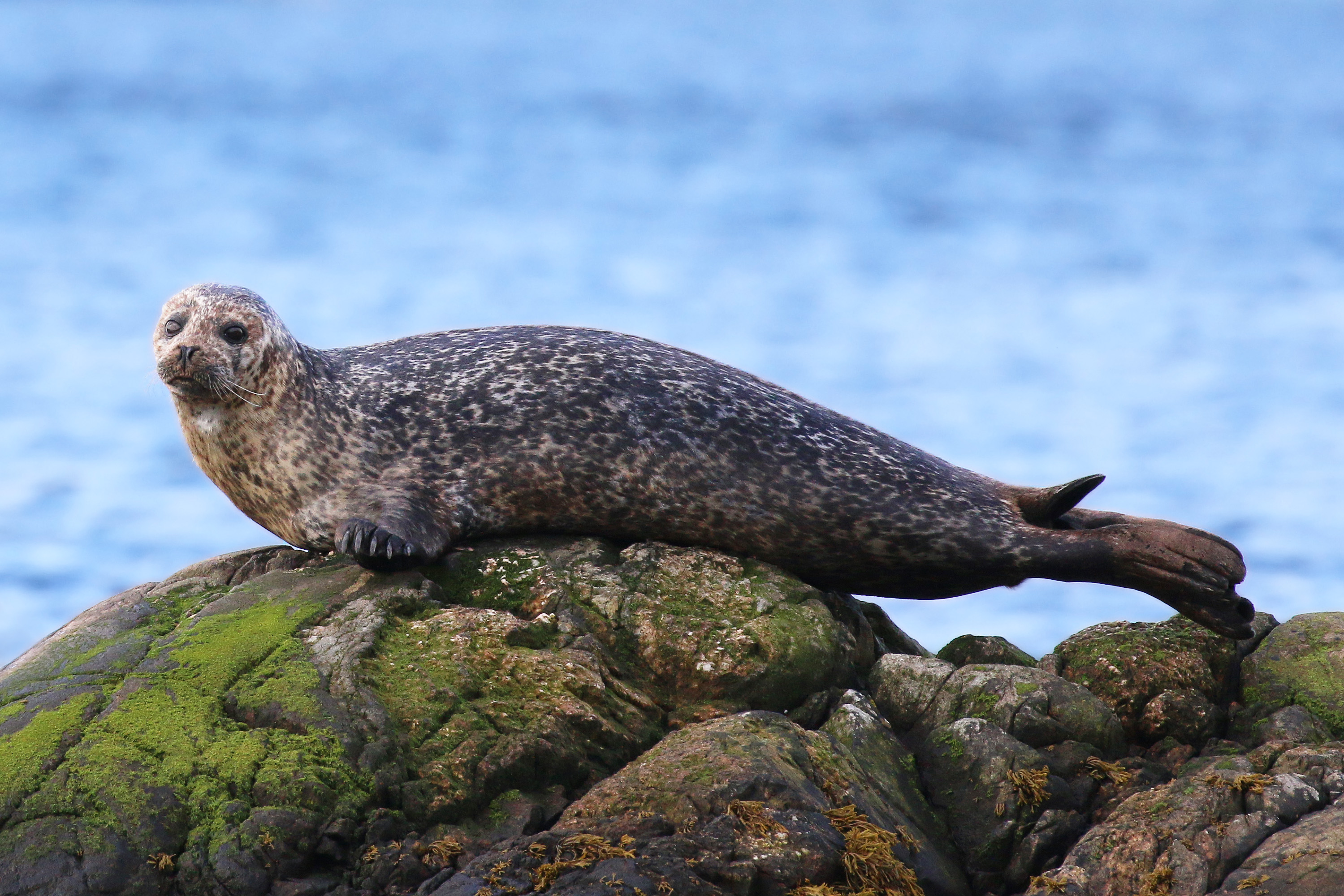
Phoca vitulina.
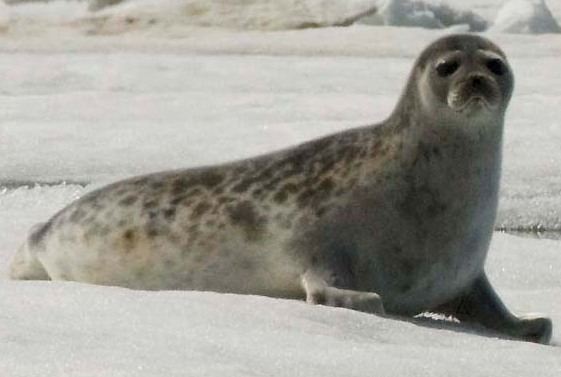
Pusa hispida.
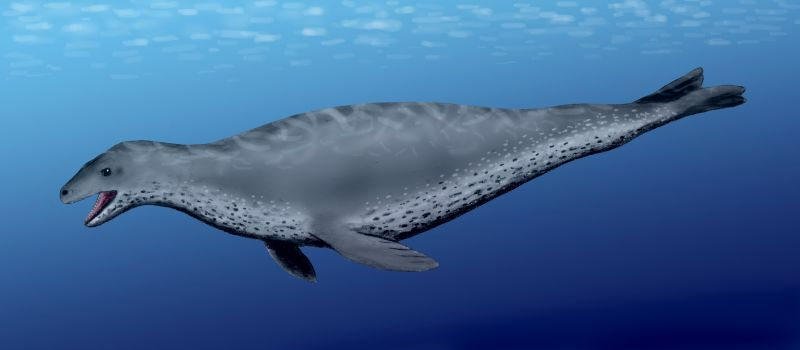
Un Acrophoca, espèce fossile.

### Détails sur les sous-familles
Les monachinés, c'est-à-dire les phoques moines, sont inféodés aux mers tropicales et subtropicales. Monachus monachus est la seule espèce de phoque présente en Méditerranée, où elle est devenue très rare. Monachus schauinslandi est une espèce menacée (1 400 individus estimés dans la zone maritime protégée d'Hawaï). 
Les lobodontinés, encore appelés du fait de leur répartition géographique, phoques antarctiques, sont représentés par le phoque de Weddell (Leptonychotes weddelli), qui vit en général en solitaire, mais se rassemble en masse sur les côtes rocheuses au moment de la reproduction ; le phoque crabier (Lobodon carcinophaga), dont les canines longues et minces servent moins à broyer les carapaces dures des petits crustacés dont il se nourrit qu'à filtrer l'eau pour retenir ces organismes flottants ; le léopard de mer (Hydrurga leptonyx), dont le poids peut atteindre 400 kg et qui doit son nom tant aux taches de sa fourrure qu'à sa férocité envers les manchots et les phoques d'autres espèces ; enfin, le phoque de Ross (Ommatophoca rossii), verdâtre sur le dos, rayé de jaune sur les flancs, qui broute les algues et ingère les invertébrés des fonds océaniques.
Les eystophorinés, ou phoques à crête, se caractérisent par un organe érectile, formant une sorte de trompe ou de crête, sur la tête des mâles. Les éléphants de mer australs (Mirounga leonina), les plus grands et les plus puissants, en sont les spécimens les plus typiques. Alors qu'on les trouvait jadis sur toutes les côtes et les îles subantarctiques, ils ne subsistent plus, aujourd'hui, que sur les rivages de quelques îles (Saint-Paul, Kerguelen…), où ils forment, au moment de la reproduction, des harems populeux. Quant à leurs proches parents, les éléphants de mer du nord (Mirounga angustirostris), ils sont encore moins nombreux. Les mesures de protection qui ont été prises ont permis toutefois de faire remonter les effectifs de ces deux espèces. Les jeunes phoques à capuchon (Cystophora cristata), des régions circumpolaires, sont ainsi nommés en raison de la présence sur la tête d'une « casquette » qui peut se gonfler quand l'animal est excité.
Les phocinés, enfin, sont des phoques arctiques. Le phoque marbré (Phoca hispida), ou phoque annelé, habitant des côtes situées à la périphérie de la calotte glaciaire arctique, vit en hiver sous la glace, dans laquelle il maintient une ouverture pour respirer. Il représentait autrefois la nourriture essentielle des peuplades côtières de l'Arctique. Le phoque barbu (Erignathus barbatus) est, après l'éléphant de mer, le plus grand des phoques (il peut dépasser 3,50 m de long). Cet animal a des mœurs semblables à celles de l'espèce précédente. Le phoque du Groenland, ou phoque à selle (Pagophilus groenlandicus), se distingue par les deux larges taches noires latérales qui convergent dorsalement au niveau de ses épaules. Récemment[Quand ?] l'opinion internationale exprima son indignation à propos du massacre des nouveau-nés de cette espèce. Le phoque gris (Halichoerus grypus) vit sur les côtes de l'Atlantique Nord. Enfin, le phoque-veau marin, ou veau marin (Phoca vitulina), dont la couleur varie du grisâtre au gris-brun foncé, séjourne sur les plages de sable bordant les eaux peu profondes. Il vit dans le nord de l'Europe, au Canada et sur les côtes du Pacifique Nord.

## Histoire évolutive

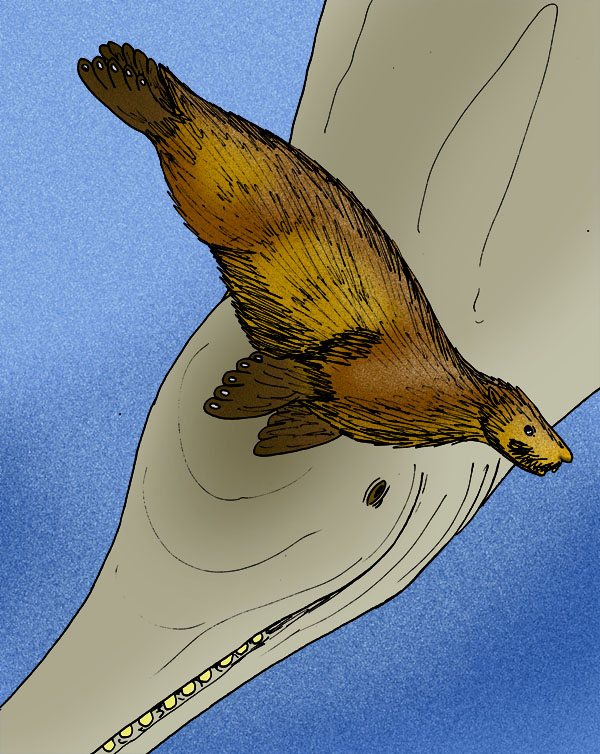
Dessin schématique dEnaliarctos emlongi (premier plan) et du cétacé Macrodelphinus.

L'extinction Crétacé-Tertiaire il y a 66 millions d'années provoque un remaniement complet des faunes mondiales, caractérisé notamment par la disparition des dinosaures non aviens et l'explosion radiative des mammifères placentaires. Quatre lignées de ces mammifères (Cétacés, Siréniens, Pinnipèdes et Lutrinae) qui étaient sorties des eaux retournent alors dans le milieu marin il y a environ 50 millions d'années, les premiers fossiles de Pinnipèdes remontant à moins de 30 millions d'années. Un des ancêtres des Pinnipèdes, Enaliarctos qui vivait il y a 24 à 22 millions d'années à la fin de Oligocène, possède déjà des mœurs amphibies. Les données paléontologiques suggèrent que ce carnivore a une apparenté avec les ours.

## La chasse aux phoques

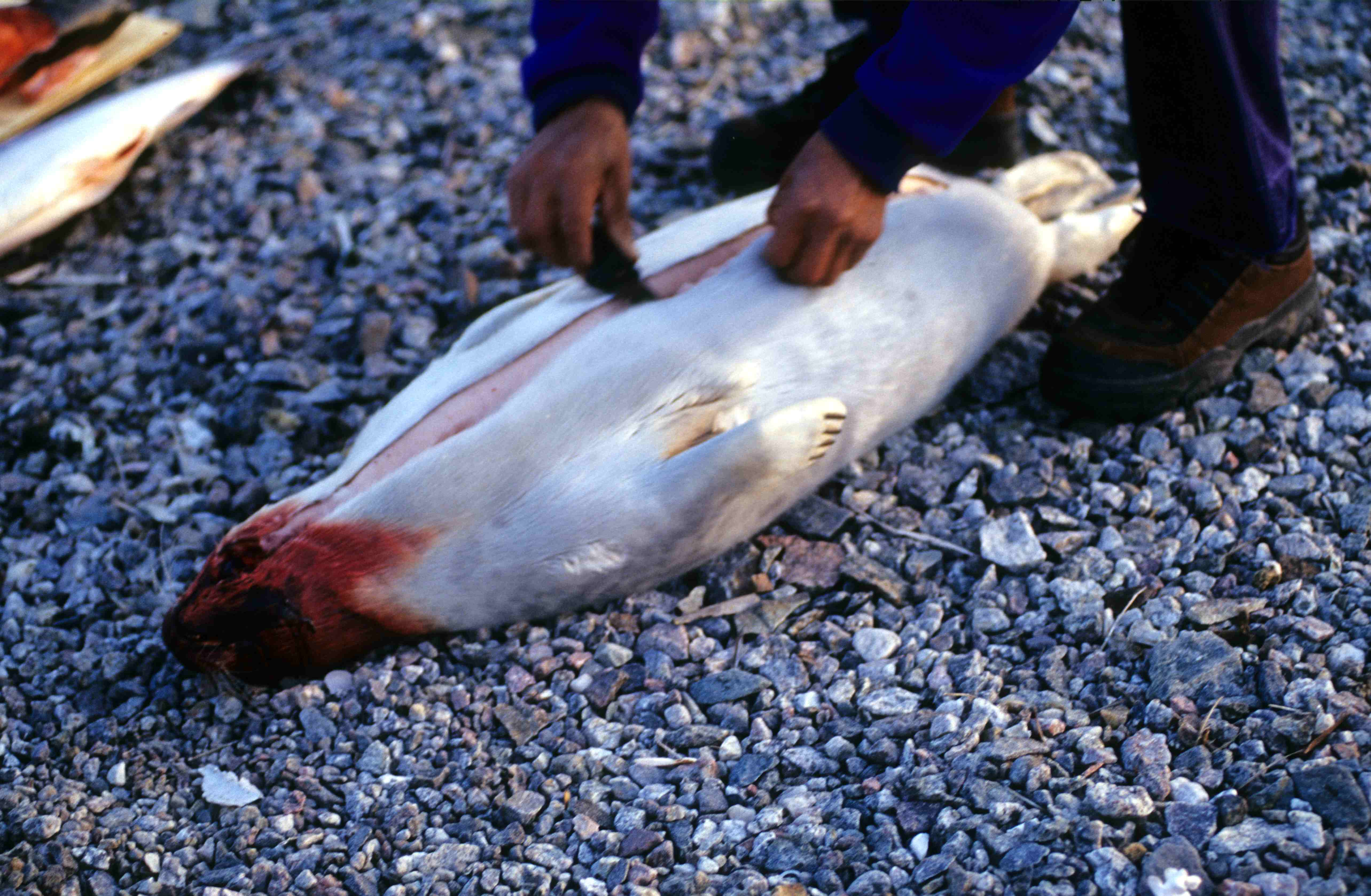
Préparation d'un phoque annelé (2000).

La chasse aux phoques est ancienne. Elle était notamment pratiquée par les Inuits dans la région arctique qui s'en sont servis pour maints usages en récupérant la viande, la fourrure, graisse (ou l'huile) et les os. 
La vocation de la chasse est toute autre aujourd'hui, les mœurs Inuits ayant d'ailleurs changé et la chasse commerciale et l'intérêt pour les peaux de phoques, qui sont d'une qualité unique, s'étant bien développés depuis leur avènement au XVIIIe siècle. La chasse de subsistance inuit semble bien tolérée, mais la chasse pour la fourrure ou la graisse est source de débats parfois vifs entre chasseurs et opposants à la chasse (parfois dits animalistes).
Largement répandue autrefois, en particulier pour la fourrure, la chasse aux phoques a été sujette à embargo jusqu'en 1995. À la suite de l'augmentation de leur population, les phoques font à nouveau l'objet d'un commerce international avec quota annuel.

## Dangers et menaces pour les phoques
Ils sont surtout exposés aux épidémies, aggravées par la pollution des mers (la graisse des phoques accumule de nombreux polluants, dont pesticides, PCB, dioxines, furanes et probablement d'autres toxiques et perturbateurs endocriniens). 
Comme l'ours blanc, ils souffrent de la fonte de la banquise due au réchauffement climatique et de certaines activités humaines (dont la chasse au phoque ou les tirs de régulation demandés par certains pêcheurs, ou illégalement pratiqués), qui perturbent en particulier la reproduction.

Enfin, un certain nombre de phoques meurent asphyxiés, après avoir été piégés dans des filets de pêche (dérivants ou non).
Les phoques sont aussi mis en danger par les fermes à saumons.  
Les pêcheurs accusent localement les phoques de contribuer à diminuer la ressource halieutique, ce qui n'est pas scientifiquement fondé,, au contraire puisque les phoques jouent un rôle sanitaire et mangent aussi des poissons prédateurs qui sans eux seront plus nombreux et mangeront les proies recherchées par les pêcheurs.